# Supercoppa belga (pallavolo femminile)
La Supercoppa belga è una competizione pallavolistica per squadre di club belghe femminili, organizzata con cadenza annuale dalla FRBV.

## Edizioni
| Edizione      | Edizione          | Podio              | Podio         | Podio               |               |
| Anno          | Sede della finale | Campione           | Risultato     | Finalista           |               |
| ------------- | ----------------- | ------------------ | ------------- | ------------------- | ------------- |
| 1995 Dettagli | -                 | Herentals          | -             | Asteríx Kieldrecht  |               |
| 1996 Dettagli | -                 | Herentals          | 3 - 0         | Asteríx Kieldrecht  |               |
| 1997          | -                 | Non disputata      | Non disputata | Non disputata       | Non disputata |
| 1998 Dettagli | -                 | Datovoc Tongeren   | -             | Asteríx Kieldrecht  |               |
| 1999 Dettagli | -                 | Herentals          | 3 - 2         | Asteríx Kieldrecht  |               |
| 2000 Dettagli | -                 | Asteríx Kieldrecht | -             | Datovoc Tongeren    |               |
| 2001 Dettagli | -                 | Herentals          | 3 - 2         | Asteríx Kieldrecht  |               |
| 2002 Dettagli | -                 | Asteríx Kieldrecht | -             | Datovoc Tongeren    |               |
| 2003 Dettagli | -                 | Datovoc Tongeren   | 3 - 0         | Asteríx Kieldrecht  |               |
| 2004 Dettagli | -                 | Datovoc Tongeren   | 2 - 3 3 - 0   | Asteríx Kieldrecht  |               |
| 2005 Dettagli | -                 | Asteríx Kieldrecht | 3 - 1         | Datovoc Tongeren    |               |
| 2006 Dettagli | -                 | Asteríx Kieldrecht | -             | Dauphines Charleroi |               |
| 2007 Dettagli | -                 | Datovoc Tongeren   | 3 - 2         | Asteríx Kieldrecht  |               |
| 2008 Dettagli | -                 | Asteríx Kieldrecht | 3 - 2         | VDK Gent            |               |
| 2009 Dettagli | -                 | VDK Gent           | 3 - 1         | Dauphines Charleroi |               |
| 2010 Dettagli | -                 | Asteríx Kieldrecht | 3 - 0         | Dauphines Charleroi |               |
| 2011 Dettagli | Aalst             | VDK Gent           | 3 - 2         | Asteríx Kieldrecht  |               |
| 2012 Dettagli | Lovanio           | Asteríx Kieldrecht | 3 - 1         | Dauphines Charleroi |               |
| 2013 Dettagli | Anversa           | VDK Gent           | 3 - 0         | Oudegem             |               |
| 2014 Dettagli | Gand              | Asteríx Kieldrecht | 3 - 0         | Richa Michelbeke    |               |
| 2015 Dettagli | Gand              | VDK Gent           | 3 - 0         | Asteríx Kieldrecht  |               |
| 2016 Dettagli | Beveren           | Asterix Avo        | 3 - 0         | Datovoc Tongeren    |               |
| 2017 Dettagli | Gand              | Asterix Avo        | 3 - 1         | VDK Gent            |               |
| 2018 Dettagli | Courtrai          | Asterix Avo        | 3 - 0         | Oudegem             |               |
| 2019 Dettagli | Courtrai          | Asterix Avo        | 3 - 0         | Hermes Oostende     |               |
| 2020-2021     | -                 | Non disputata      | Non disputata | Non disputata       | Non disputata |
| 2022 Dettagli | Beveren           | VDK Gent           | 3 - 2         | Oudegem             |               |
| 2023 Dettagli | Beveren           | VDK Gent           | 3 - 2         | Asterix Avo         |               |
| 2024 Dettagli | Aalst             | Asterix Avo        | 3 - 1         | Charleroi           |               |

## Palmarès
| Squadra          | Titolo | Edizione                                                                     |
| ---------------- | ------ | ---------------------------------------------------------------------------- |
| Asterix Avo      | 13     | 2000, 2002, 2005, 2006, 2008, 2010, 2012, 2014, 2016, 2017, 2018, 2019, 2024 |
| VDK Gent         | 6      | 2009, 2011, 2013, 2015, 2022, 2023                                           |
| Herentals        | 4      | 1995, 1996, 1999, 2001                                                       |
| Datovoc Tongeren | 4      | 1998, 2003, 2004, 2007                                                       |